# KISS IN THE SKY
『KISS IN THE SKY』（キス・イン・ザ・スカイ）は、日本の歌手、MISIAの4作目のアルバムである。2002年9月26日発売。発売元はエイベックス・マーケティング。

## 概要・背景
BMG JAPANからエイベックスに移籍後初のアルバムである。コピーコントロールCD仕様。2枚のシングル「果てなく続くストーリー」「眠れぬ夜は君のせい」が収録されている。
B'zの松本孝弘が「恋唄」と「Don't stop music!」の2曲を楽曲提供し、ギターを演奏している。これは、以前から松本を尊敬していたMISIAが、松本のソロ・アルバム『西辺来龍 DRAGON FROM THE WEST』と『華』を聴いたのをきっかけにオファーをし、共演が実現した。提供されたメロディに歌を入れたデモテープを松本に送ったところ、「このコラボレイトは大成功だと感じました」というメールを松本から貰ったという。
「Don't stop music!」は、JAPAN FM LEAGUEのキャンペーンソングに採用された。
「飛び方を忘れた小さな鳥」は、エニックスのゲームソフト「スターオーシャン Till the End of Time」の主題歌。ただし、本アルバムに収録されたのはピアノ伴奏のよるバージョンで、ゲームに使われたオーケストラ伴奏による「飛び方を忘れた小さな鳥 -STAR OCEAN VERSION-」はシングル「BACK BLOCKS」のカップリング、及び2004年の「MISIA Love & Ballads -Best Ballade Collection」に収録されている。

## 収録曲
全曲作詞：MISIA（特記以外）
1. 眠れぬ夜は君のせい (5:22)
作曲・編曲：松原憲
  - 10thシングル表題曲。
2. over bit (5:01)
作曲・編曲：佐々木潤
3. Destiny's rule (4:13)
作曲・編曲：中野雅仁
4. LAILA(4:34) 
作曲：MISIA・SAKOSHIN、編曲：SAKOSHIN
5. 恋唄 (4:19)
作曲：松本孝弘、編曲：松本孝弘・徳永暁人
6. Don't stop music! (4:25)
作曲：松本孝弘、編曲：松本孝弘・徳永暁人
7. Fly away (5:22)
作曲・編曲：コモリタミノル
8. Always (5:33)
作曲・編曲：佐々木潤
9. 風に吹かれて (5:27)
作曲・編曲：清水信之
10. 果てなく続くストーリー (6:25) 
作曲：松本俊明、編曲：服部隆之
  - 9thシングル曲。
11. Shining Star (5:15) 
作曲・編曲：佐々木潤
  - 10thシングルのカップリング曲。
12. 太陽がいるから (5:30)
作曲・編曲：清水信之
13. 飛び方を忘れた小さな鳥 (4:31)
作曲：鈴木雄大、編曲：塩谷哲

## 参加ミュージシャン
眠れぬ夜は君のせい
- 松原憲：Keyboards, Programming
- 大山泰輝：Wurlitzer
- 小松秀行：Bass
- PECKER：Percussions
- 朝川朋之：Harp
- 弦一徹ストリングス：Strings

over bit
- 熊原正幸：Programming
- 石成正人：Guitar
- 佐野聡：Trombone, Flute, Brass Arrangement
- 佐々木史郎：Trumpet
- 山本拓夫：Sax
- MISIA：Background Vocal

Destiny's rule
- 中野雅仁：Keyboards, Synthesizer Bass, Melodion Solo, Programming, Brass Arrangement
- 金子隆博：Sax, Brass Arrangement
- 小林太：Trumpet
- 佐藤敏夫：Sound Designer
- MISIA：Background Vocal

LAILA
- SAKOSHIN：Keyboards, Programming
- 成川正憲：Guitar
- MISIA：Background Vocal

恋唄
- 松本孝弘 (B'z)：Guitar
- 徳永暁人 (doa)：Bass, Programming
- MISIA：Background Vocal

Don't stop music!
- 松本孝弘：Guitar
- 徳永暁人：Bass, Programming
- MISIA：Background Vocal

Fly away
- コモリタミノル：Keyboards, Programming
- MISIA：Background Vocal

Always
- 熊原正幸：Programming
- 五十嵐慎一：Keyboards
- MISIA：Background Vocal

風に吹かれて
- 清水信之：Guitar, Fender Bass, Keyboards, Programming
- 竹上良成：Sax
- 小林太：Trumpet
- MISIA：Background Vocal

果てなく続くストーリー
- 倉田信雄、山田秀俊：Piano
- 古川望：Guitar
- 高水健司：Bass
- 江口信夫：Drums
- 高田みどり：Percussion
- 鈴木直樹：Computer Manipulation
- 藤田乙比古、高野哲夫、萩原顕彰：French Horn
- 服部隆之：Strings Conductor
- 岡本エリストリングス：Strings
- 鷺巣詩郎：Chorus Conductor
- Freedom Gospel Choir：Chorus

Shining Star
- 松林正志：Programming
- 五十嵐慎一：Clavinet
- 村山達哉：Strings Arrangement
- 栄田嘉彦ストリングス：Strings
- MISIA：Background Vocal

太陽がいるから
- 清水信之 and His Motownphilly Orchestra
- エリック宮城：Brass Concert Master
- 弦一徹：Strings Concert Master
- Eve、MISIA：Background Vocal

飛び方を忘れた小さな鳥
- 塩谷哲：Piano

## KISS IN THE SKY 完全版 LIMITED EDITION
2002年12月4日には『KISS IN THE SKY』と11thシングル「BACK BLOCKS」が2枚組のセットとなった『KISS IN THE SKY 完全版 LIMITED EDITION』がリリースされた。『KISS IN THE SKY』と同時期に制作された「BACK BLOCKS」はアルバム未収録であったが、このアルバムを語る上で欠かせない曲というのを理由としての発売であった。なお、収録曲に変更はない。

## 「BACK BLOCKS」演奏
- SAKOSHIN：Keyboards & Programming (#1.2)
- ジャーメイン・デュプリ：Remix (#3)
- ブライアン・マイケル・コックス：Co-Remix (#3)
- 塩谷哲：Piano (#4)
- 松原秀樹：Bass (#4)
- 佐藤強一：Drums (#4)
- 飛鳥ストリングス：Strings (#4)